# Bob Casey
Robert Patrick "Bob" Casey, Jr. (n. Scranton, Pensilvania, Estados Unidos; 13 de abril de 1960) es un político estadounidense y miembro del Partido Demócrata. Se desempeñó como senador en representación del Estado de Pensilvania en el Senado de los Estados Unidos entre los años 2007 y 2025, siendo elegido en el año 2006, fue reelecto para dos mandatos más en 2012 y 2018, en 2024 intentó buscar un cuarto mandato pero resultó derrotado por el retador republicano David McCormick.

## Historia Electoral

### 2006
| Candidato             | Partido             | Votos     | %      | Resultado |  |
| --------------------- | ------------------- | --------- | ------ | --------- |  |
| Bob Casey, Jr.        | Partido Demócrata   | 2,392,984 | 58.64% | Senador   |  |
| Richard John Santorum | Partido Republicano | 1,684,778 | 41.28% |           |  |

### 2012
| Candidato      | Partido             | Votos     | %      | Resultado |  |
| -------------- | ------------------- | --------- | ------ | --------- |  |
| Bob Casey, Jr. | Partido Demócrata   | 3,021,364 | 53.69% | Senador   |  |
| Tom Smith      | Partido Republicano | 2,509,132 | 44.59% |           |  |

### 2018
| Candidato      | Partido             | Votos     | %      | Resultado |  |
| -------------- | ------------------- | --------- | ------ | --------- |  |
| Bob Casey, Jr. | Partido Demócrata   | 2,792,437 | 55.74% | Senador   |  |
| Lou Barletta   | Partido Republicano | 2,134,848 | 42.62% |           |  |

### 2024
| Candidato      | Partido             | Votos     | %      | Resultado |
| -------------- | ------------------- | --------- | ------ | --------- |
| Dave McCormick | Partido Republicano | 3,399,295 | 48.82% |           |
| Bob Casey, Jr. | Partido Demócrata   | 3,384,180 | 48.60% | Derrotado |